# Videograttis
Videograttis var ett musikvideoprogam som sändes under tre säsonger i Sveriges Television 1986–1987. Programledare var Totte Wallin under de 2 första säsongerna, innan Ulf Larsson och Klas Fahlén tog över som Bröderna Olsson inför säsong 3. Som mest hade programmet 1,7 miljoner tittare och hade ett inflöde på 3000-5000 önskebrev per vecka.

## Bakgrund
Sommaren 1986 tillträdde Sven Melander som nöjeschef för SVT TV1. Hans första programidé var en TV-version av det klassiska radioprogrammet "Det ska vi fira", som sändes dagligen i P3 från 1961–1974. Videograttis skulle vara ett önskeprogram som först och främst skulle vända sig till tonåringar, där svenska och utländska musikvideos skulle varvas. Dessutom skulle det varje vecka produceras en egen musikvideo, för att främja den svenska musiken.

## Programledarbytet
Efter två säsonger och 17 avsnitt lämnade Totte Wallin programmet. Ersättarna blev karaktärerna Sune och Rune i Bröderna Olsson (Uffe Larsson och Klas Fahlén) som hade skördat stora framgångar med sitt eget barnprogram.

## 1:a säsongen hösten 1986
|   | Datum            | Gäst i studion                              |
| - | ---------------- | ------------------------------------------- |
| 1 | 14 november 1986 | Ratata spelade "Se dig inte om".            |
| 2 | 21 november 1986 | Double Fantasy spelade "Girl"               |
| 3 | 28 november 1986 | Robert Wells spelade "Upp på berget".       |
| 4 | 5 december 1986  |                                             |
| 5 | 12 december 1986 | Susanne Alfvengren spelade "Fri från dig"   |
| 6 | 19 december 1986 | Trance Dance spelade "Hoodoo Wanna Voodoo". |

## 2:a säsongen våren 1987
|    | Datum            | Gäst i studion                                      |
| -- | ---------------- | --------------------------------------------------- |
| 1  | 18 januari 1987  | Paul Rein spelade "Stop! (Give it up)".             |
| 2  | 25 januari 1987  | Tone Norum spelade "Built on dreams".               |
| 3  | 1 februari 1987  | Eva Dahlgren                                        |
| 4  | 8 februari 1987  | Fläskkvartetten spelade "Nagaer".                   |
| 5  | 15 februari 1987 | Roxette                                             |
| 6  | 22 februari 1987 | Visitors spelade "All of your attention".           |
| 7  | 1 mars 1987      | Karl Kanga spelade "With a shot from the hip"       |
| 8  | 8 mars 1987      | Mikael Rickfors spelade "When a man loves a woman". |
| 9  | 15 mars 1987     | Nick Kamen                                          |
| 10 | 22 mars 1987     | Sound of Music spelade "Alexandra".                 |
| 11 | 29 mars 1987     | Ingen gästartist                                    |

## 3:e säsongen sommaren 1987
|    | Datum           | Gäst i studion                                              |
| -- | --------------- | ----------------------------------------------------------- |
| 1  | 14 juni 1987    |                                                             |
| 2  | 21 juni 1987    |                                                             |
| 3  | 28 juni 1987    |                                                             |
| 4  | 5 juli 1987     | John Lenin spelade "ABC".                                   |
| 5  | 12 juli 1987    | Anne-Lie Rydé spelade "Gycklarnas estrad"                   |
| 6  | 19 juli 1987    |                                                             |
| 7  | 26 juli 1987    |                                                             |
| 8  | 2 augusti 1987  | Pernilla Wahlgren spelade "Every time when we're together". |
| 9  | 9 augusti 1987  | Crème Fraiche                                               |
| 10 | 16 augusti 1987 | Peter Dalle                                                 |
| 11 | 23 augusti 1987 | Nasa spelade "The bird".                                    |
| 12 | 30 augusti 1987 | Ernst-Hugo Järegård spelade sin version av "Dover-Calais".  |